# Sadat Pur Gujran
Sadat Pur Gujran är en ort (census town) i det indiska unionsterritoriet National Capital Territory of Delhi, och tillhör distriktet North East. Den är en förort till Delhi, och folkmängden uppgick till 97 641 invånare vid folkräkningen 2011.